# Hypobathrum racemosum
Hypobathrum racemosum là một loài thực vật có hoa trong họ Thiến thảo. Loài này được (Roxb.) Kurz mô tả khoa học đầu tiên năm 1875.